# Метаболитен синдром
Метаболитен синдром (МетС) е комбинация от затлъстяване с други болестни състояния на хомеостазата на мазнините, захарите и белтъчините в организма, която увеличава риска за развитие на сърдечно-съдово заболяване и диабет.
МетС е световен проблем и засяга голям брой хора, като заболеваемостта нараства с възрастта и наднорменото тегло. Развитите индустриални държави, както и по-бедните страни от Третия свят по различни причини изпитват сериозни епидемии от затлъстяване, водещи до МетС. Някои изследвания твърдят, че заболеваемостта в САЩ е повече от 25% от населението. МетС е също познат в литературата под имената Метаболитен синдром Х, Синдром Х, Синдром на Рийвън и ХАОС (Австралия). Подобно заболяване при затлъстели коне се нарича Конски метаболитен синдром, но не е установено дали има същата етиология.

## Признаци и симптоми
- Повишена кръвна захар на гладно – над 6,1 ммол/литър.
- Високо кръвно налягане (140/90).
- Централно затлъстяване; също познато като коремно затлъстяване, ябълковидно (мъжки тип) затлъстяване, предимно около пояса и корема.
- Ниски нива на високоплътни липопротеини в кръвта.
- Повишени плазмени триглицериди.

## Съпътстващи симптоми и заболявания
- Повишена урея.
- Затлъстял черен дроб особено придружено от: общо затлъстяване и/или

неалкохолна чернодробна цироза.
- синдром на поликистозни яйчници (също известен като синдром на Щайн-Левентал, англ. Stein-Leventhal Syndrome)
- Хемохроматоза.
- акантоза (нигриканс) – характерни тъмни петна по кожата (лат. Acanthosis nigricans).

## Диагноза
Диагнозата метаболитен синдром се поставя на базата на физиологически и антропометрични параметри и лабораторни изследвания. Също може да се срещне като набор от съпътстващи диагнози без формално обединение под името МетС. Диабетът от втори тип (характеризиращ се с инсулинова резистентност) и съпътстван със сърдечно-съдово заболяване е най-типичната презентация на синдрома.
Изследвания на МетС показват, че само инсулиновата резистентност не е достатъчен критерий и потвърждават досегашната практика на съпоставка на пропорциите на талия/ханш, тегло, холестерол и кръвна захар.  Главните актуални дефиниции за МетС, са предоставени от Международната федерация по диабета (МФД) и съответно от американската Национална образователна програма (бел. за понижаване нивата на плазмения холестерол, НОПХ). Разликата в дефинициите на двете институции е, че МФД изключва от рисковата категория лица с нормална по размер талия и използва регионални настройки за определяне на нормативната долна граница за обиколката на талията, докато НОПХ не се съобразява с географските региони и използва стандартни критерии за категоризиране на рискова талия.

## Диагностични критерии
Основно четири организации се занимават с разработването на световни критерии: Световната здравна организация, Европейската група за изследване на инсулиновата резистентност, американската Национална образователна програма срещу холестерола и американската Сърдечна асоциация. Критериите за диагноза са резюмирани в таблицата по-горе.

## Етиология
Причините за развиване на синдрома са неизвестни. Патофизиологията му е изключително сложна и само частично изяснена. Повечето пациенти са над средна възраст, с голямо наднормено тегло, водят застоял живот и са инсулиново резистентни. Измежду основните фактори са: възраст, наследственост, тегло, ниво на физическа активност и свръх калории в храната.
Дебатът е дали свръхтеглото или инсулиновата резистентност са причинителите на синдрома или са последствия на по-сериозни нарушения в обмяната на веществата. Обаче МетС не се наблюдава у пациенти без инсулинова резистентност, но се среща (рядко) у хора с нормално тегло. Редица системни инфламаторни (възпалителни) показатели често са завишени, в това число C-реактивен протеин, фибриноген, интерлевкин-6 (ИЛ–6), Фактор за туморна некроза-α (ФТНα) и други. Това е показателно за оксидационен стрес поради множество фактори, измежду които и завишена урейна (пикочна) киселина вследствие консумация на фруктоза.

## Патофизиология
С натрупването на коремни мазнини адипоцитите им отделят в кръвта и повишават плазмените нива на ФТНα, адипонектин, плазминогенен активатор инхибитор-1 (ПАИ-1), резистин и други. ФТНα вероятно инициира междуклетъчна комуникация освен чрез възпалителното си действие чрез производството на възпалителни сигнални молекули (цитокини), но и с взаимодействие с ФТНα рецептори, което може да води до инсулинова резистентност. Експеримент с лабораторни плъхове, една трета от консумираните калории, на които идват от захароза (обикновена захар), е предложен като модел за развитие на МетС. Консумираните захари отпърво повишили нивото на плазмените триглицериди, което се отразило върху натрупването на коремни мазнини, а от своя страна това довело до поява на инсулинова резистентност. Прогресията от коремно затлъстяване към завишени нива на ФТНα към инсулинова резистентност има паралели с развитието на човешкия метаболитен синдром.

## Превенция и профилактика
Основният прийом за борба с МетС е предотвратяване на заболяването. Това започва с епидемиологично проучване на рискови категории, повсеместно образование за здравословно хранене и физическа активност, национални здравословни почини, профилактични прегледи и консултации, редовно посещение на семейния лекар (нещо, което не е много характерно за мъжката половина на населението) и внимателно следене на теглото спрямо ръста.
Първична профилактика (ПП)
ПП се отнася до предотвратяване на появата на рисковите фактори: затлъстяване, неправилно хранене, консумация на много и рафинирани захарни продукти, липсата на физическа активност.
Вторична профилактика (ВП)
ВП касае рискови категории от пациенти със склонности за развитие на заболяването. Целта на вторичната профилактика е да изследва критичните показатели за определяне на морбидността на синдрома и установяване на заболеваемостта.
Третична профилактика
За пациенти с установено заболяване е необходимо да предотвратят по-нататъшни усложнения и вторични заболявания.

## Терапия
- Диетотерапия

Най-подходящата диета (режим на хранане) за превенция и лечение на МетС е високо-мазнинното ниско-въглехидратно хранене (ВМ-НВХ). Важно при него е отстраняването от менюто на всички преработени растителни мазнини и драстичното намаляване приема на въглехидрати.
- Психотерапия
- Лечебна физкултура[21][22][23][24]

- Инсулин[25]

- Терапия на съвместни (конкомитни) заболявания
  - бъбречни
    - Metabolic Syndrome/Glomerular Filtration Rate[26]
    - Factors for Cardiovascular Events in CKD[27]

  - чернодробни
  - кръвно налягане
    - Management of hypertension[28],
    - Program recommendations[29]

  - аритмии
  - хематологични отклонения

## Противоречия
- -     - Metabolic syndrome in normal-weight [30]
    - Overweight, Obesity, and Mortality [31]

- -     - Excess Deaths[32]

- -     - Correcting bias?[33]

- -     - Biases in the mortality [34]

- -     - Correcting biases [35]

- -     - Influence of excess weight [36]

- -     - Cardiovascular Remodeling[37]